# فرانسوا فوريه
فرانسوا فوريه (بالفرنسية: François Furet)‏ (1927 - 1997)، هو مؤرخ فرنسي، متخصص في الثورة الفرنسية وتراثها الأيديولوجي. هو أكاديمي وأحد كبار المتخصصين بتاريخ الثورة الفرنسية، وعضو في الأكاديمية الفرنسية. من أبرز كتبه: «المعجم النقدي للثورة الفرنسية» و «التفكير في الثورة الفرنسية» و «إرهاب وديمقراطية».
توفي يوم 12 يوليو 1997 في قرية «Figeac» بمقاطعة أوسيتاني جنوب فرنسا.

## من مؤلفاته
- «المعجم النقدي للثورة الفرنسية»
- «التفكير في الثورة الفرنسية»
- «إرهاب وديمقراطية».

## روابط خارجية
- فرانسوا فوريه على موقع مونزينجر (الألمانية)